# Leptodermis wardii
Leptodermis wardii är en måreväxtart som beskrevs av Cecil Ernest Claude Fischer och Kailash Nath Kaul. Leptodermis wardii ingår i släktet Leptodermis och familjen måreväxter.
Artens utbredningsområde är Burma. Inga underarter finns listade i Catalogue of Life.